# Résolution 1242 du Conseil de sécurité des Nations unies
Membres permanents
- Chine
- États-Unis
- France
- Royaume-Uni
- Russie

Membres non permanents
- Argentine
- Bahrain
- Brésil
- Canada
- Gabon
- Gambie
- Malaisie
- Namibie
- Pays-Bas
- Slovénie

Résolution no 1241 Résolution no 1243
La résolution 1242 du Conseil de sécurité des Nations unies a été adoptée à l'unanimité le 21 mai 1999. Après avoir rappelé toutes les résolutions précédentes sur l' Irak, y compris la résolution 986 (de 1995), la résolution 1111 (de 1997), la résolution 1129 (de 1997), la résolution 1143 (de 1997), la résolution 1153 (de 1998), la résolution 1175 (de 1998) et la résolution 1210 (de 1998) concernant le programme pétrole contre nourriture, le Conseil a étendu les dispositions relatives à l'exportation de pétrole ou de produits pétroliers iraquiens de manière suffisante pour produire jusqu'à 5,256 milliards de dollars de pétrole pendant 180 jours supplémentaires.
Le Conseil de sécurité était convaincu de la nécessité d'une mesure temporaire pour fournir une aide humanitaire au peuple iraquien jusqu'à ce que le gouvernement iraquien remplisse les dispositions de la résolution 687 (de 1991) et distribue également l'aide dans tout le pays.
Agissant en vertu du Chapitre VII de la Charte des Nations unies, le Conseil a prorogé le programme Pétrole contre Nourriture pour une période supplémentaire de six mois commençant à 00 h 01 HNE le 25 mai 1999, les dispositions de la Résolution 1153 restant en vigueur.  Le Conseil a maintenu la quantité maximale de pétrole que l'Iraq pourrait exporter à 5,256 milliards de dollars américains.
Enfin, le Secrétaire général Kofi Annan a été prié de faire un rapport au Conseil avant le 30 juin 1999 sur la question de savoir si l'Irak était en mesure de produire les 5,256 milliards de dollars de pétrole à exporter et de soumettre une liste détaillée des équipements fournis par les pays, pour aider l'Irak à augmenter ses exportations pour financer l'aide humanitaire. Il a également été chargé d’améliorer le processus d’observation en Irak pour faire en sorte que l’aide soit répartie de manière égale entre tous les segments de la population et que tout le matériel soit utilisé comme autorisé.